# Stachy (Czechy)
Stachy – miejscowość i gmina (obec) w Czechach, w kraju południowoczeskim, w powiecie Prachatice. W 2022 roku liczyła 1126 mieszkańców.